# Bedford Autodrome
Bedford Autodrome ist ein Teststrecke in Thurleigh nördlich von Bedford, England. Sie gehört dem früheren Formel-1-Rennfahrer Jonathan Palmer. Sie wurde im Jahre 1994 fertiggestellt.

## Geschichte

### RAF Thurleigh
Das heutige Autodrome liegt im nördlichen Bereich eines ehemaligen Militärflugplatzes der Royal Air Force, der während des Zweiten Weltkrieges als Royal Air Force Station Thurleigh (kurz RAF Thurleigh) bezeichnet wurde. 

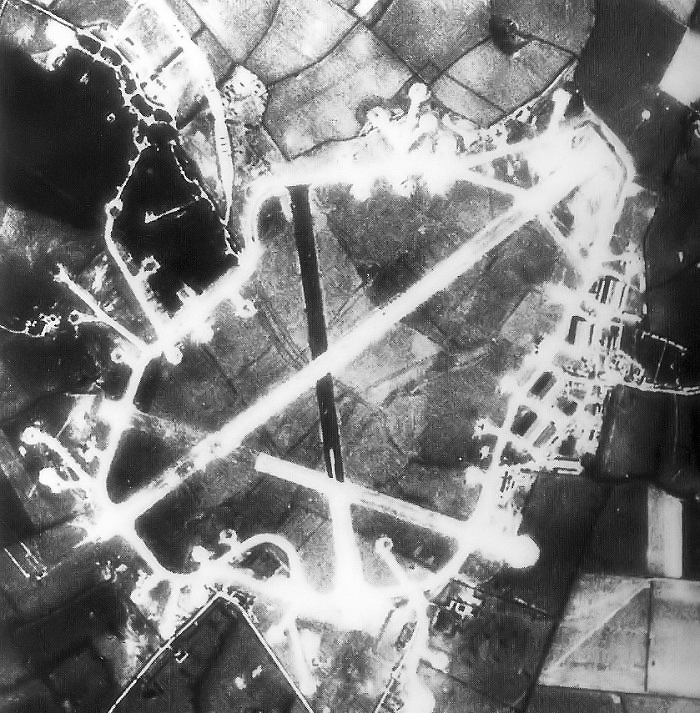
Luftbild des Flugplatzes von 1943

Erster Nutzer der 1941 eröffneten Station war in den ersten Wochen des gleichen Jahres die dem Bomber Command unterstellte mit B-24 Liberator ausgerüstete 160 Squadron.
Im Juni des Jahres wurde Thurleigh als eine von 28 Basen, die von der 8. US-Luftflotte genutzt werden sollten, auserkoren. Nach Abzug der RAF-Maschinen wurde die Pisten zunächst verstärkt und von September 1943 bis Juni 1945 war Thurleigh Hauptquartier der 40th Combat Bombardment Wing, ein Teil der 1st Bombardment Division. Bereits seit September 1942 lag hier als fliegender Verband die 306th Bombardment Group (Heavy), die mit vier Staffeln B-17 Flying Fortress ausgerüstet war.
Ihren letzten Bombenangriff flog die Gruppe am 19. April 1945, es war ihr 342. Einsatz; nur die 306th Bombardment Group flog mehr B-17 Einsätze. Die Gruppe warf bei 9614 Feindflügen 22.575 Tonnen Bomben ab und verlor dabei 171 Maschinen. Am nordwestlichen Rand des Autodromes gibt es ein kleines Museum über die 306th Bombardment Group.

### RAE Bedford
Der Platz wurde ab 1946 zum Royal Aircraft Establishment Bedford (kurz RAE Bedford) umgebaut, die Start- und Landebahn wurde verlängert damit hier die damals neue Bristol Brabazon erprobt werden konnte. Die RAE Bedford existierte bis kurz nach Ende des Kalten Krieges.
Die aus der RAE hervorgegangene Defence Evaluation and Research Agency (später QinetiQ) verlagerte beginnend in den 1990er Jahren die in Bedford ansässigen Testeinrichtungen schrittweise nach Boscombe Down in Wiltshire. Der Flugplatz war bereits 1997 als solcher entwidmet worden und die letzten militärischen Aktivitäten endeten zum Ende des ersten Jahrzehnts des 21. Jahrhunderts.

## Das Autodrome
Das Autodrome liegt im nördlichen Bereich des ehemaligen Militär- und heutigen Zivilflugplatzes Bedford. (Der südliche Teil des früheren Militärgeländes beherbergt heute den Thurleigh Business Park.) Es dauerte fünf Jahre, um das Gelände in eine Rennstrecke umzufunktionieren. 
Die Strecke besteht aus fünf Teilstrecken mit großen Auslaufzonen, aber ohne Leitplanken oder andere Sicherheitseinrichtungen, entsprechend ist die Strecke nicht für Rennen vorgesehen und zugelassen. Die Streckenteile heißen North, West, South und East, außerdem ist noch eine Offroad-Strecke vorhanden.

## Olympische Spiele 2012
Das Bedford Autodrome ist als offizielle Trainingsanlage für die Olympischen Sommerspiele 2012 ausgewählt worden. Überwiegend sollen dort die Radfahrmannschaften auf der Strecke trainieren.